# Деде (Виченца)
Деде (итал. Dede) је насеље у Италији у округу Виченца, региону Венето.
Према процени из 2011. у насељу је живело 26 становника. Насеље се налази на надморској висини од 435 м.